# Carl Jacobsen
Carl Jacobsen, danski general, * 1878, † 1963.
Jacobsen je bil načelnik štaba Generalnega poveljstva Danske (1930-32), načelnik Poveljniške sekcije Generalnega poveljstva (1932-33), namestnik vrhovnega poveljnika Generalnega štaba (1933-43) in generalni inšpektor pehote (1933-43; 1945). 